# Улица Дзержинского (Калуга)
Улица Дзержинского — улица в исторической части Калуги, проходит, прерываясь Парком Театра юного зрителя, от Николо-Козинской улицы до улицы Баумана. Одна из границ Сквера имени Карпова.

## История
Современная улица включила в себя прежние Шевыревскую, Масленниковскую (по имени местных купцов), Благовещенскую (по Церкви Благовещения Пресвятой Богородицы), Молотковскую. С установлением советской власти получила имена Володарского и Кольцова.

Мемориальная доска на д. 82, угол с улицей Ленина

Современное название, с 1937 года, в честь видного деятеля Советской России Ф. Э. Дзержинского (1877—1926).
В 1859 году для открываемого в городе женского училища 1 разряда у купца Билибина был выкуплен недостроенный дом на, в то время Масленниковской, улице (современный д. 49). В советское время гимназия была преобразована в трудовую школу, в послевоенные годы она стала 5-й средней школой города Калуги. В ней в 1952 году преподавал русский язык и литературу Булат Окуджава (мемориальная доска).
В д. 81 12 июня 1918 года врач Никанор Иванович Васильев (1832—1917) на основе своего частного собрания открыл первый городской художественный музей — предшественник Калужского музея изобразительных искусств.
Школу-семилетку в д. 57 в 1927 году окончил будущий маршал авиации Г. В. Зимин.
В 1947 году разрушенная в 1941 году попаданием авиабомбы была разобрана на кирпич Церковь Благовещения Пресвятой Богородицы. На месте церкви и прилегающей территории был разбит Сквер имени Карпова с бюстом герою.

## Достопримечательности
д. 25 — жилой дом
д. 33 — жилой дом
д. 39 — Синагога
д. 42 — жилой дом
д. 49 — Дом Золотарёвых (женская гимназия)
д. 51 — жилой дом
д. 57 — дом Щукина (1832, архитектор П. И. Гусев), Средняя общеобразовательная школа № 3 имени Г. В. Зимина (мемориальная доска)
д. 62 — жилой дом
д. 74 — Купеческая усадьба (в советское время здание занимала Калужская ВЧК)
д. 81 — Дом Васильева
д. 87 — жилой дом (посл. четв. XVIII в., не сохранился)

## Известные жители
д. 81 — коллекционер Никанор Иванович Васильев (1895—1917)
На улице жил также декабрист Пётр Свистунов (ныне — д. 49, здание 5-й общеобразовательной школы).